# Cerignola
Cerignola és un municipi italià, situat a la regió de la Pulla i a la província de Foggia. L'any 2006 tenia 58.090 habitants. Limita amb els municipis d'Ascoli Satriano, Canosa di Puglia (BT), Carapelle, Lavello (PZ), Manfredonia, Ordona, Orta Nova, San Ferdinando di Puglia (BT), Stornara, Stornarella, Trinitapoli (BT) i Zapponeta.

## Història
El 28 d'abril de 1503 fou teatre de la batalla que acabà amb la important victòria dels terços del Gran Capità contra els francesos, consolidant els drets de Ferran el Catòlic al Regne de Nàpols i atorgant-li la sobirania. En aquesta batalla segons diversos autors hi havia molts catalans; un d'ells és en Cristòfor Despuig, que després de la batalla posa en boca del gran Capità:"..essos dos caballeros... si no fuese por ellos no tuviéramos hoy ..que comer"

## Fills ilustres
- Pasquale Bona (1808-1878), compositor i musicòleg.

## Administració
| Període | Identitat       | Partit               |
| ------- | --------------- | -------------------- |
| 2006-   | Michele Di Bari | Comissari prefectici |